# Landini (empresa)

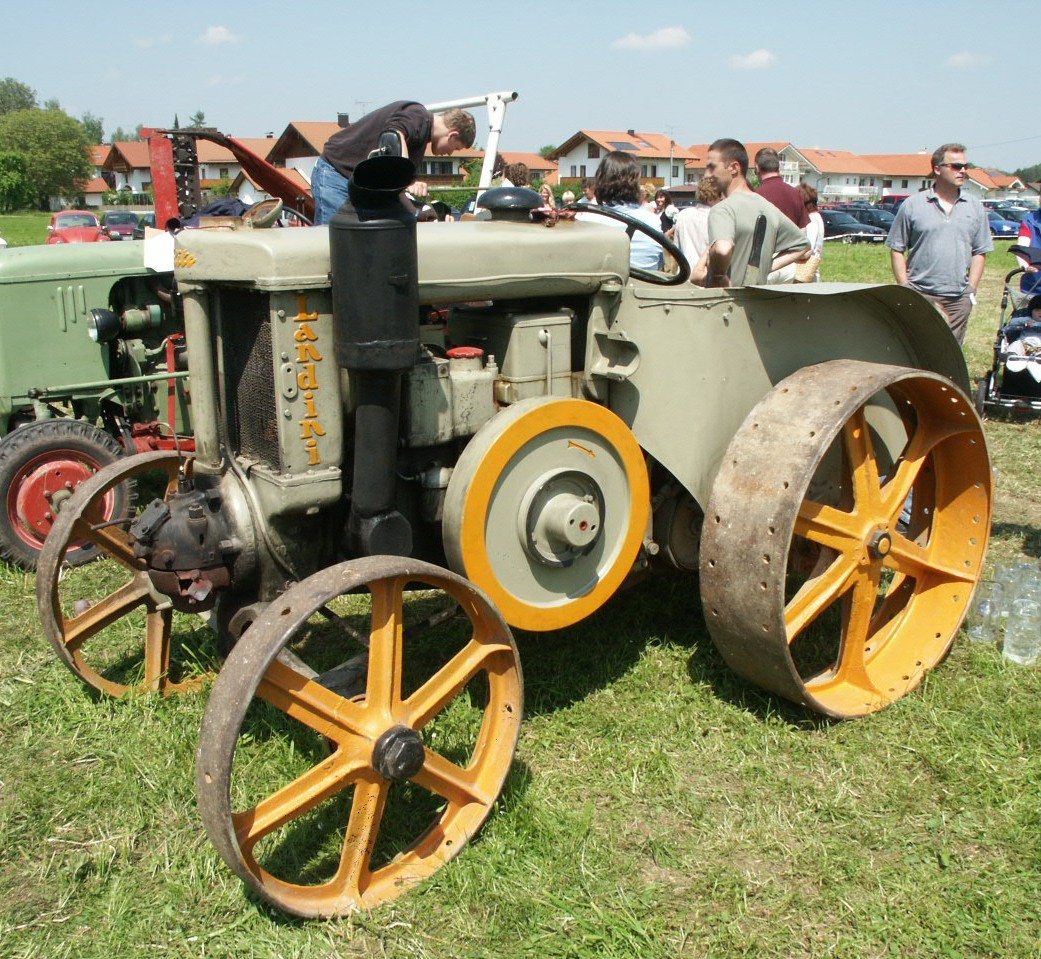
Landini VL30

Landini SpA, es un fabricante italiano de maquinaria agrícola que diseña y construye tractores. La empresa fue fundada por Giovanni Landini en 1884 en Fabbrico, Italia. Landini acababa de empezar a hacer tractores en 1925, cuando Giovanni murió impidiendo la finalización del primer prototipo de tractor. Sus hijos se hicieron cargo del negocio y vieron la finalización del proyecto del tractor.

## Modelos originales
En 1925, los hijos construyeron el primer tractor italiano auténtico, una máquina de 30 hp. Fue un éxito y fue el precursor de la gama viable de modelos Landini de 40 y 50 CV que aparecieron a mediados de la década de 1930 y se hicieron famosos bajo los nombres de Velite, Bufalo y Super. Los primeros tractores de producción fueron alimentados por motores semidiesel, dearranque en gasolina y funcionamiento en diesel, de 40 CV que era una unidad de dos tiempos de un solo cilindro. La compañía continuó produciendo tractores con motor semidiesel hasta 1957. Durante la II Guerra Mundial, la producción se detuvo.

## Diversificación
En 1959, se fabricó el primer tractor de orugas Landini, el C35, y la compañía fue comprada al 100% por Massey Ferguson. En 1973, Landini lanzó la serie 500 de tractores de 2 y 4 ruedas. En 1980, la compañía diversificó sus productos y se especializó. También en 1980, Landini comenzó a trabajar en un tractor de viñedo que se lanzaría en 1986. En 1988, la compañía lanzó una serie rediseñada de tractores, las series 60, 70, 80.

## Adquisición
En 1989, Landini se convirtió en parte de ARGO SpA cuando Massey Ferguson vendió el 66% de la empresa. la misma Massey fue comprada por AGCO en 1994, mientras que ARGO compró más acciones de Landini ese año.<ref>Page 5  El 9% final de Landini que era propiedad de AGCO fue comprado por ARGO en 2000. Landini/ARGO continuó suministrando algunos tractores a AGCO en virtud de un acuerdo de suministro.